# Никола Алексиев (писател)
Вижте пояснителната страница за други личности с името Никола Алексиев.
Никола Алексиев Георгиев, известен и като Бельов или Белев, е български културно-просветен деец, поет, писател и фолклорист от Македония.

## Биография
Алексиев е роден в 1889 година в разложкото село Белица, тогава в Османската империя в семейство с революционни традиции. Учи в родното си село. След Илинденско-Преображенското въстание и опожаряването на Белица семейството му се изселва в България и се установява в Самоков, където Алексиев учи в Американския колеж. В 1909 - 1910 учи славянска филология в Софийския университет. Участва в Балканската война като доброволец в Македоно-одринското опълчение, служи във 2 скопска дружина и в щаба на 1 бригада. Носител е на сребърен медали и орден „За храброст“, I степен. От 1920 година е преподавател в Американския колеж в Самоков. От 1923 година е учител в IV смесена гимназия в София.

## Творчество
Първата стихосбирка на Алексиев „По стръмните пътеки“ излиза в 1920 година и е на военна тематика. В 1931 година излиза филологическата му студия „Разложкият говор“. Драмата му „Манол майстор“ от 1936 година е поставена в София. Автор е на романите „В ония дни“ (1940), „Между бляна и живота“ (1942), „Пламнали небосклони“ (1946). Алексиев събира и публикува в различни списания фолклорни материали. В 1946 година излиза сборникът му „Старобългарска книжнина“ с очерци за различни старобългарски автори. Алексиев е председател на Обществото на свободните писатели.